# Ursus thibetanus formosanus
El oso negro de Taiwán u oso negro de Formosa (Ursus thibetanus formosanus) es una subespecie del oso negro endémica de la isla de Taiwán. Es el animal terrestre más grande de la isla y el único oso autóctono. En el 2001 fue elegido como el animal más representativo de la isla en una votación en la República de China.

## Características
El oso negro de Taiwán es, como todos los osos, de contextura robusta. Su pelaje es de color negro parduzco. Tiene una cabeza redonda, cuello corto, ojos pequeños, y largo hocico que se asemeja al de un perro, de ahí que es también llamado oso-perro. Su cola es corta, de menos de 10 cm de largo y además poco visible. Su cuerpo está bien cubierta con el pelo negro áspero, brillante, que puede crecer más de 10 cm de largo alrededor del cuello. La punta de su barbilla es de color blanco. En el pecho, hay una marca de color amarillento o blanquecino distintivo que tiene la forma de una "V" o una media luna. Debido a esto, se le llama también oso de la luna.

## Alimentación
Como la mayoría de los osos es de dieta omnívora alimentándose principalmente de hojas, brotes, frutas, raíces; y en menor proporción comen insectos, pequeños animales y carroña.

## Hábitat y comportamiento
Vive en los bosques de montaña del este de Taiwán, a una altitud de entre 1000 y 3500 metros de altitud. Durante el invierno, a diferencia del oso negro asiático que inverna, el de Taiwán baja a zonas templadas en busca de comida.
A pesar de su aspecto torpe y lento, el oso negro de Taiwán pueden superar fácilmente a los seres humanos, alcanzando velocidades de 30 a 40 km por hora, siendo también muy buenos nadadores y escaladores. Debido a la desaparición de su hábitat y su hábito de evitar los seres humanos, de los que incluso huyen, estos osos se ven raramente en la naturaleza. A pesar de que estos osos pueden ser agresivos, rara vez atacan a los seres humanos sin provocación. Llegan a vivir unos 25 años.

## Reproducción
Es un animal solitario y no se queda en refugios fijos, excepto las hembras durante el período de la crianza de los oseznos. El período de cortejo es muy breve, y, después de la cópula, los miembros de la pareja vuelven a sus vidas solitarias. 
La hembra alcanza la madurez sexual a los 3 o 4 años; el macho, a los 4 o 5. El apareamiento sucede normalmente de junio a agosto, y la gestación tiene una duración de 6 a 7 meses; por lo tanto, las hembras salvajes suelen dar a luz entre diciembre y febrero del año siguiente.
Cada camada es de 1 a 3 cachorros que serán amamantados durante unos 6 meses.
Cuando son lo suficientemente fuertes, los oseznos salen de la guarida. Aún seguirán con su madre hasta que pasen unos dos años; llegado ese tiempo, ella entrará en el siguiente ciclo de estro y los expulsará.

## Conservación
El oso negro de Taiwán fue, junto a la pantera nebulosa de Taiwán los más grandes depredadores de la isla. Aunque la pantera se extinguió, el oso aún ha sobrevivido, en parte a las creencias locales acerca de estos.
Como consecuencia de la destrucción de hábitat en las últimas décadas, las poblaciones de esta subespecie ha ido disminuyendo. ha sido clasificada como en peligro por el gobierno taiwanés.
A pesar de que su caza está prohibida desde 1989 por la Ley de Preservación del Patrimonio Cultural (chino tradicional :文化資產保存法), los cazadores furtivos siguen diezmando su población.

## Cultura popular
Anteriormente, en el logo del equipo de béisbol profesional Lamigo Monkeys, cuando aún se llamaba The New Bears, aparecía un oso negro de Taiwán.